# Харисвил (Пенсилванија)
Харисвил (енгл. Harrisville) град је у америчкој савезној држави Пенсилванија.

## Демографија
По попису из 2010. године број становника је 897, што је 14 (1,6%) становника више него 2000. године.
| Група             | 2000.       | 2010.       |
| Белци             | 867 (98,2%) | 867 (96,7%) |
| Афроамериканци    | 5 (0,6%)    | 11 (1,2%)   |
| Азијати           | 1 (0,1%)    | 0 (0,0%)    |
| Хиспаноамериканци | 1 (0,1%)    | 9 (1,0%)    |
| Укупно            | 883         | 897         |